# Houtsnede

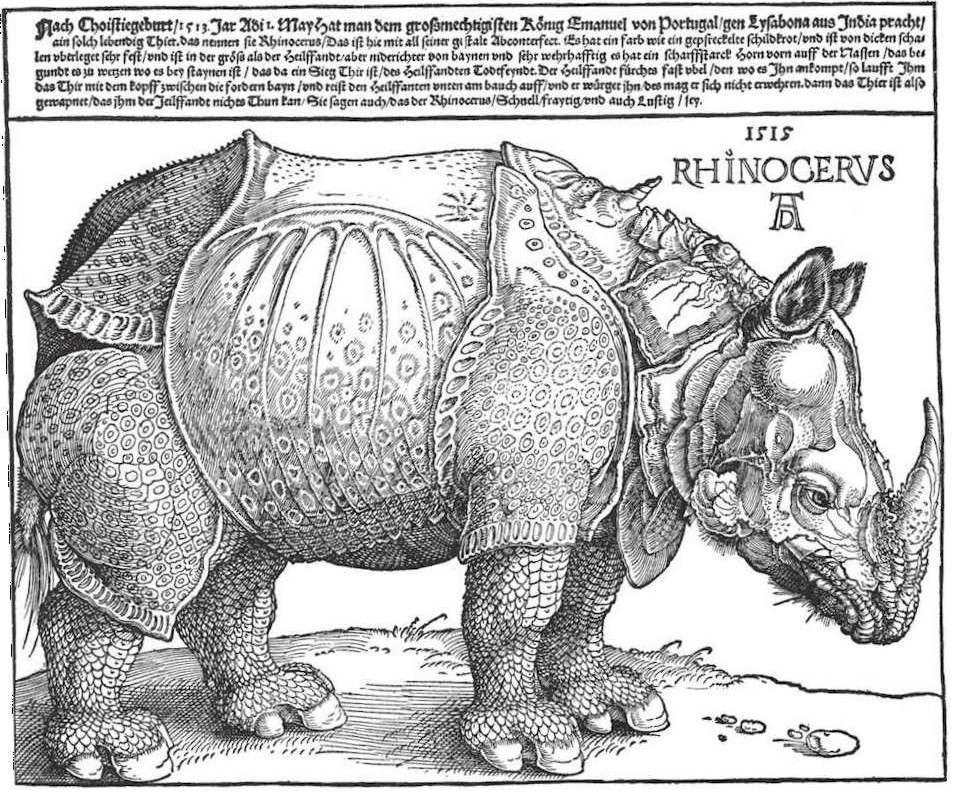
Albrecht Dürer: Rhinocerus, houtsnede, 1515

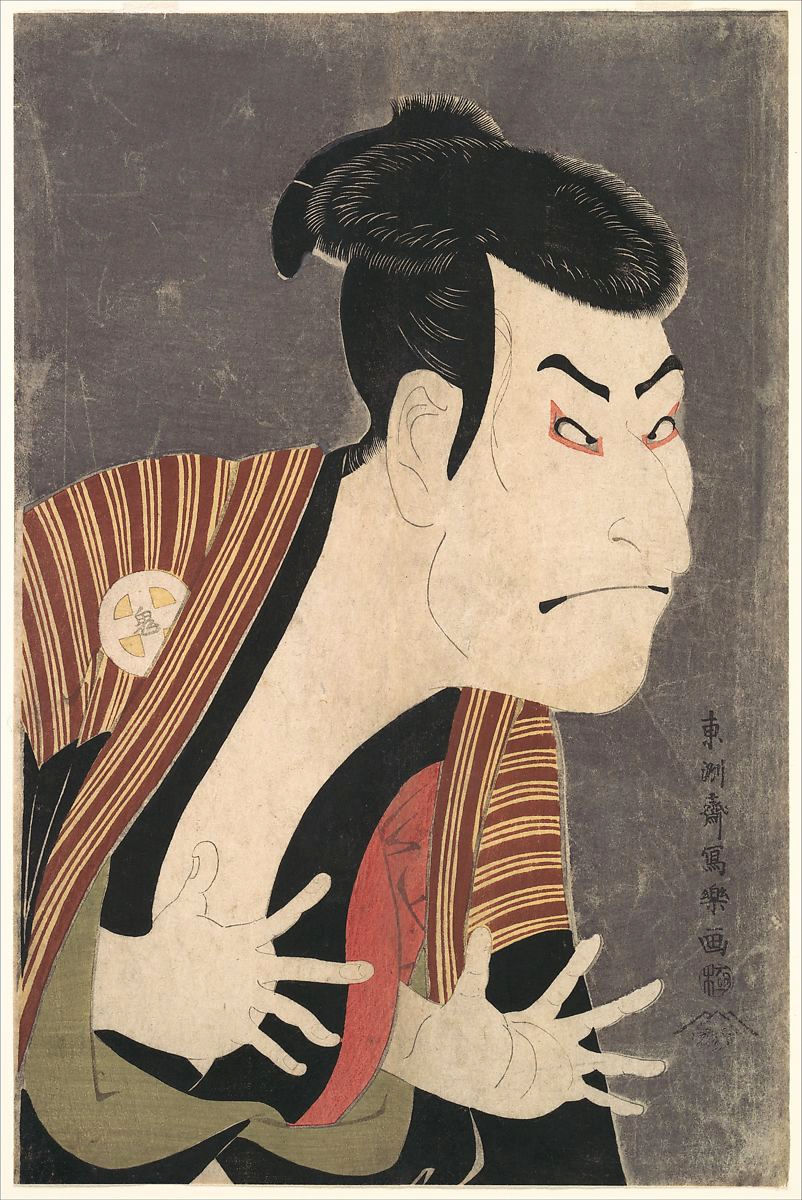
Toshusai Sharaku: Otani Oniji II, 1794

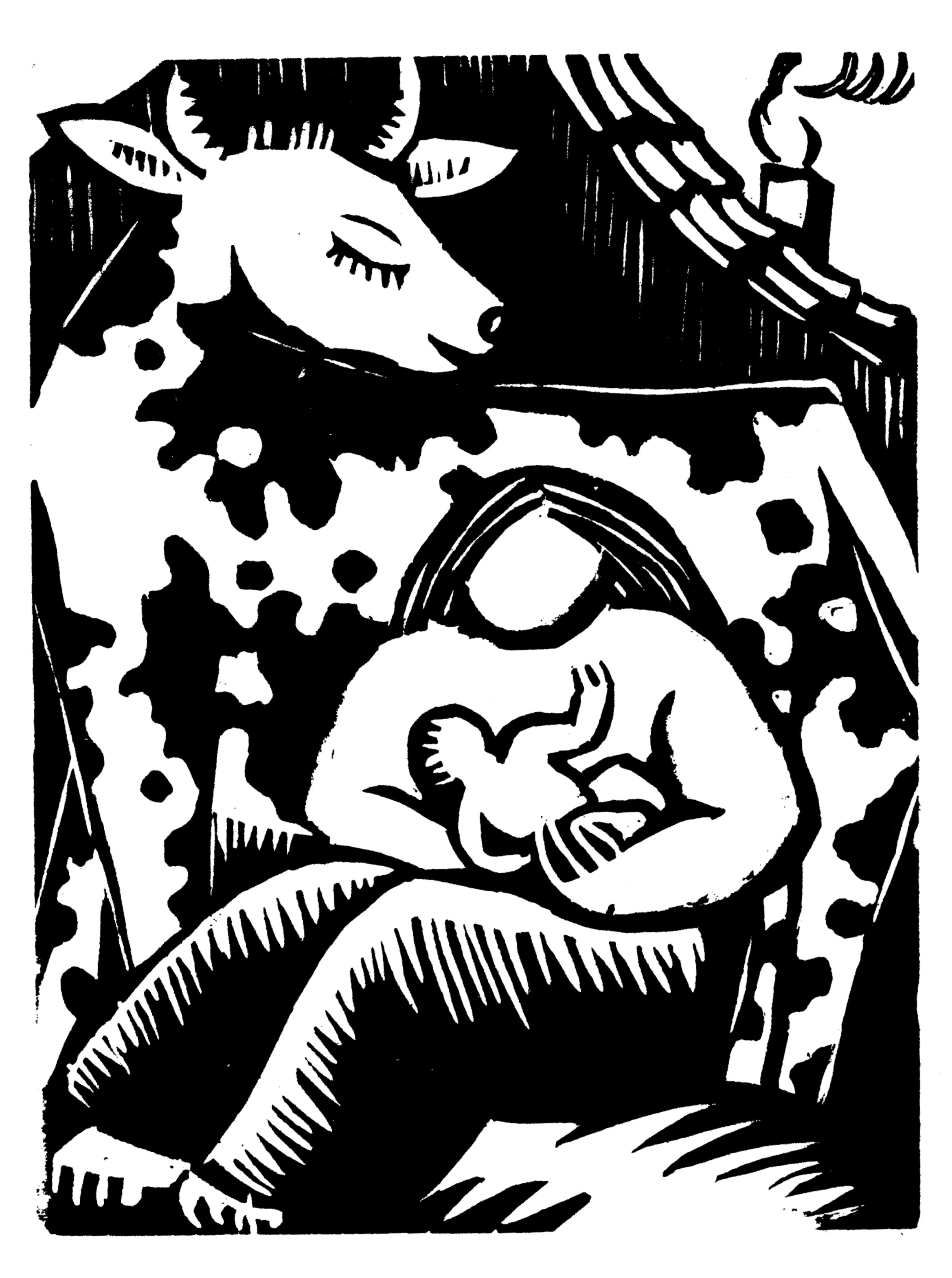
Maria Uhden: "Koe en vrouw met kind, houtsnede, 1918, 18,3 x 14 cm

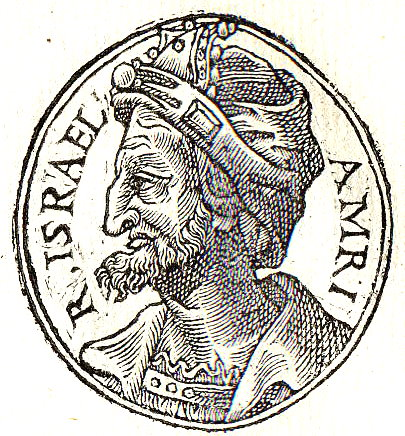
Omri, een van de 950 houtsnedes in het Promptuarii Iconum Insigniorum, 1553

De houtsnijkunst of xylografie is een grafische techniek, waarbij een houtsnede ontstaat. Hiertoe wordt met speciale gutsen in een zachte houtsoort een tekening uitgegutst. Hierna wordt met een inktroller de drukplaat van zwarte of gekleurde drukinkt voorzien en vervolgens wordt hierover een vel papier krachtig aangedrukt. De afbeelding ontstaat in spiegelbeeld door het hout dat is blijven staan. Dit is een hoogdruktechniek; de uitgekerfde delen worden als uitsparingen zichtbaar in de afdruk.

## Geschiedenis van de houtsnijkunst
In Europa is de oudst bekende houtsnede de Bois Protat, genoemd naar degene die het werk in 1899 vond in de abdij van La Ferté-sur-Grosne (Saône-et-Loire) in Frankrijk. Het stelt een detail van een kruisiging voor en is slechts een derde of een kwart van het originele hele werk. Het Cabinet des estampes van de Bibliothèque nationale in Parijs, waar het kunstwerk zich nu bevindt, dateerde het werk op ongeveer 1370. De houtsnijkunst ontwikkelde zich sindsdien verder en bereikte een hoogtepunt bij Albrecht Dürer. In de vijftiende en zestiende eeuw, voor de uitvinding van de boekdrukkunst door losse metalen letters, werd de xylografie ook gebruikt voor het drukken van boeken. Deze werden dan in hout uitgesneden en konden zo afgedrukt worden. De benaming hiervoor is een blokboek.
De Japanse houtsnedes uit de Edo-periode (1603 - 1867) van kunstenaars zoals Hokusai en Hiroshige zijn een onbetwist hoogtepunt in de geschiedenis van de houtsnijkunst. Vincent van Gogh had grote bewondering voor de toegespitste compositie en de krachtige lijnvoering van deze drukken die hij ook naschilderde. Voor expressionistische schilders na de eerste Wereldoorlog zoals de kunstenaars van de kunstenaarsgroep Die Brücke was de houtsnijkunst een geliefd uitdrukkingsmiddel. Duitse expressionisten die houtsnedes maakten waren Conrad Felixmüller, Erich Heckel. Ernst-Ludwich Kirchner, Käthe Kollwitz. De Noor Edward Munch heeft naast zijn schilderijen vele houtsnedes gemaakt.
In Vlaanderen traden na de Eerste Wereldoorlog de Vijf als vernieuwers van de houtsnede op de voorgrond. Het waren: Jan-Frans Cantré, Jozef Cantré, Frans Masereel, Henri Van Straten en Joris Minne.
In de hedendaagse kunst worden nog steeds houtdrukken gemaakt; door moderne plaatmaterialen te gebruiken liggen 'wandvullende' formaten binnen handbereik. Voorbeelden van hedendaagse kunstenaars die de houtsnede beoefenen: Georg Baselitz, Martin Noël en M.C. Escher.

## De verschillen tussen een houtsnede en een houtgravure
Het kenmerkende verschil tussen een houtsnede en een houtgravure is dat de houtgravure wordt gegraveerd, 'gestoken', in de kopse kant van een hard houten blok, waardoor verfijnde tekening en genuanceerde grijsschakeringen mogelijk zijn, terwijl een houtsnede meestal gegutst wordt in een zachte houten plank, hetgeen meestal grovere afdrukken oplevert met sterker zwart-wit contrast.

## Trivia
Het Frans Masereel Centrum in Kasterlee (B) gebruikt voor Masereels' werk in zijn Franse tekst de uitdrukking gravure sur bois, wat bij directe vertaling tot misverstand kan leiden. Houtdrukken worden in het Frans ook estampes genoemd. In Nederland spreekt men dan van houtsnedes.

## Bekende kunstenaars - houtsnede
- Cees Andriessen Hedendaags
- Max Beckmann Expressionisme
- Albrecht Dürer Renaissance
- M.C. Escher
- Julie de Graag Art-nouveau
- Hiroshige Japans
- Jan Mankes
- Hokusai Japans
- Johan ten Klooster
- Frans Masereel
- Samuel Jessurun de Mesquita
- Reijer Stolk
- Angenelle Thijssen